# 東山通り
東山通り（ひがしやまどおり）は、岡山県岡山市中区の東山から新京橋で旭川を渡り、北区の大雲寺交差点を結ぶ延長約1.5kmの通りである。2005年に行われた岡山市第3回道路愛称募集において東山通りと命名された。

## 概要

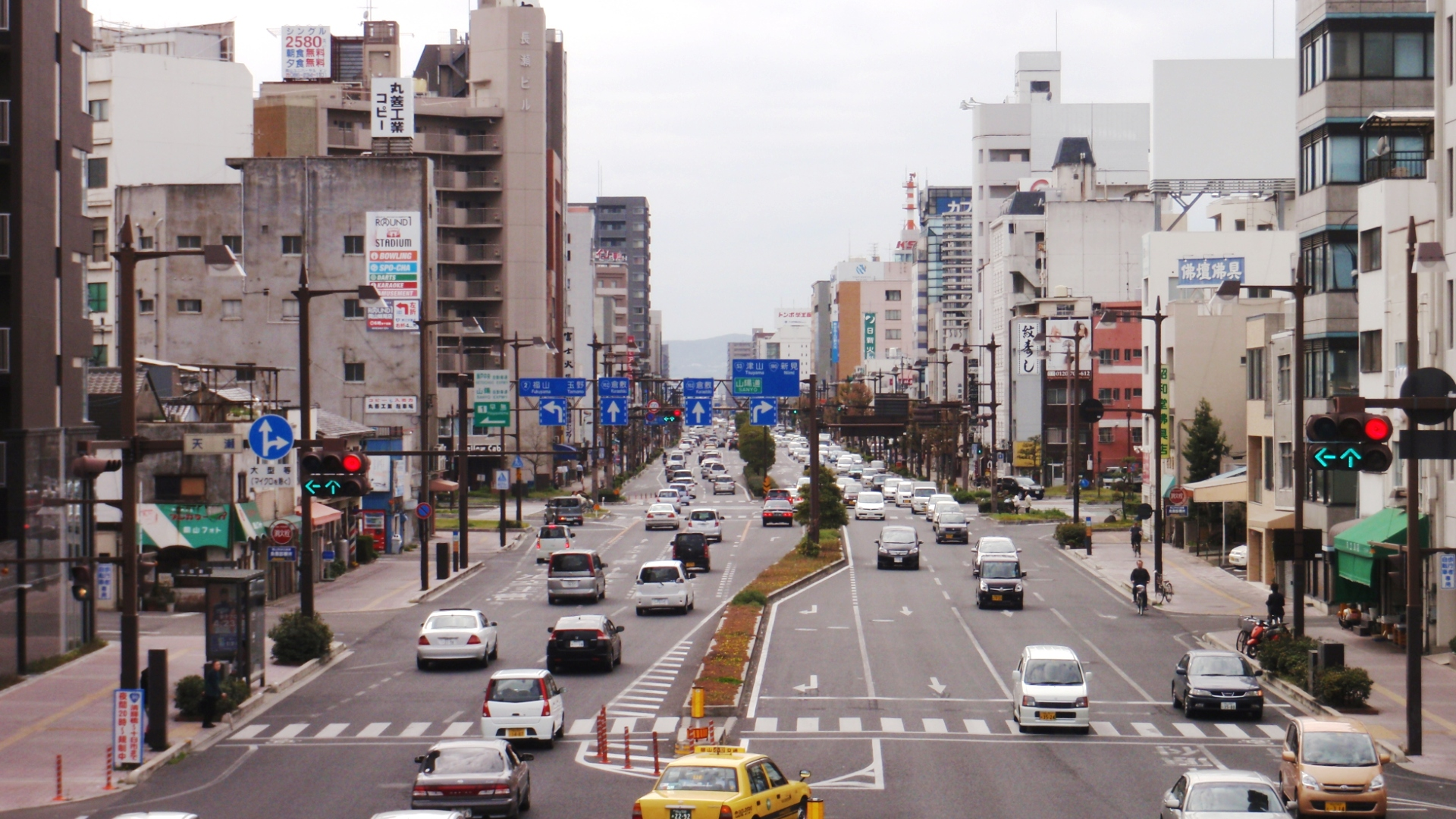
表町三丁目付近から西方向、大雲寺交差点を見る

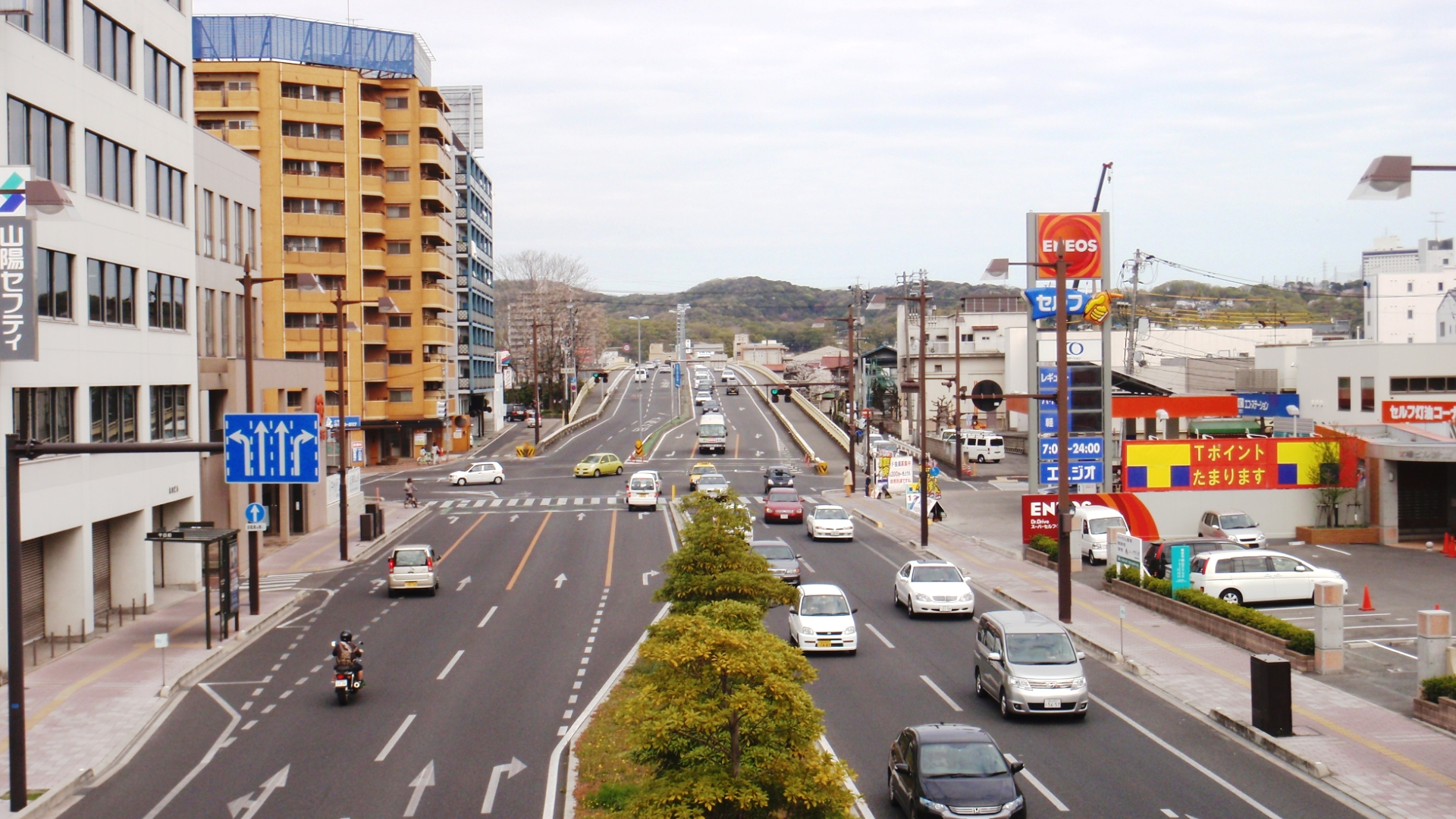
表町三丁目付近から東方向、新京橋を見る

岡山市中心部を東西に貫く交通の大動脈となっており、門田屋敷付近では渋滞が頻発している。
東山から新京橋東詰までは岡山電気軌道の併用軌道となっている。また、新京橋西交差点 - 大雲寺交差点においては地下に共同溝が整備されている。
毎年8月第1週に行われるおかやま桃太郎まつりの納涼花火大会時には、花火見物による渋滞で大変混雑する。

## 構成する道路
- 国道250号（一部）

岡山県岡山市中区門田屋敷1丁目 - 北区東中央町（大雲寺交差点）の区間
このうち、北区京橋南町（新京橋西交差点） - 大雲寺交差点間は2016年3月31日まで国道2号の指定区間であった。
- 県道28号岡山牛窓線（一部）

岡山市岡山市中区東山2丁目 - 中区門田屋敷5丁目の区間（うち、門田屋敷1丁目 - 門田屋敷5丁目間は国道250号と重複）

## 交差する道路
- 上側が東側、下側が西側。左側が北側、右側が南側。
- 交差する道路の特記がないものは市道。

| 交差する道路                                       | 交差する道路                                  | 交差する場所                     |
| -------------------------------------------------- | --------------------------------------------- | -------------------------------- |
| 県道28号岡山牛窓線 牛窓・西大寺方面                |                                               |                                  |
| -                                                  | 岡山市道 東山霊園方面                         | 東山・おかでんミュージアム駅電停 |
| 国道250号 姫路・備前方面                           | 県道45号岡山玉野線 ＜産業道路＞               | 門田屋敷                         |
| 県道28号岡山牛窓線 小橋方面                        | -                                             | 新京橋東                         |
| 県道213号福島橋本線 ＜水之手筋＞ 側道を介して接続  | 県道213号福島橋本線 州崎方面 側道を介して接続 | 新京橋西                         |
| 県道27号岡山吉井線 ＜城下筋＞                      | 岡山市道 桜橋方面                             | 新京橋西                         |
| 国道53号（国道180号） ＜柳川筋＞                   | 国道30号 玉野・岡山バイパス方面               | 大雲寺                           |
| 県道21号岡山児島線（県道162号岡山倉敷線） 倉敷方面 |                                               |                                  |

## 沿道施設
- 東山公園
- 学校法人山陽学園
  - 山陽学園中学校・高等学校
- 岡山博愛会病院
- 東湖園
- 岡山市立旭東小学校
- 国清寺
- 表町商店街（3丁目）
- 木下大サーカス本部
- 総合病院岡山市立市民病院
- 明治安田生命岡山表町ビル
- 路面電車岡山電気軌道東山本線東山・おかでんミュージアム駅停留場、門田屋敷停留場・清輝橋線大雲寺前停留場